# Steve Locher
Steve Locher (Salins, 19 september 1967) is een Zwitserse alpineskiër die aan het einde van het seizoen 2002 aan zijn sportloopbaan een eind heeft gemaakt.